# 800 m stylem dowolnym
800 m stylem dowolnym – jeden z długich dystansów w tym stylu. Do 2016 roku na igrzyskach olimpijskich w tej konkurencji rywalizowały tylko kobiety, ale od 2020 roku biorą w niej udział także mężczyźni.
Dystans ten nie występuje na mistrzostwach świata na basenie 25-metrowym w rywalizacji mężczyzn.

## Mistrzostwa Polski
Obecny mistrz Polski:
- Wojciech Wojdak (2021)[2]

Obecna mistrzyni Polski:
- Paulina Piechota (2021)[3]

## Mistrzostwa świata(basen 50 m)
Obecny mistrz świata:
- Robert Finke (2022)

Obecna mistrzyni świata:
- Katie Ledecky (2022)

## Mistrzostwa świata(basen 25 m)
Obecna mistrzyni świata:
- Wang Jianjiahe (2018)

## Mistrzostwa Europy
Obecny mistrz Europy:
- Mychajło Romanczuk (2021)

Obecna mistrzyni Europy:
- Simona Quadarella (2021)

## Letnie igrzyska olimpijskie
Obecny mistrz olimpijski:
- Robert Finke (2021)

Obecna mistrzyni olimpijska:
- Katie Ledecky (2021)

## Rekordy Polski, Europy i świata (basen 50 m)
|           | Imię i nazwisko      | Czas    | Miejsce ustanowienia             | Data             |         |         |
| Kobiety   | Kobiety              | Kobiety | Kobiety                          | Kobiety          | Kobiety | Kobiety |
| --------- | -------------------- | ------- | -------------------------------- | ---------------- | ------- | ------- |
| WR        | Katie Ledecky        | 8:04,79 | Rio de Janeiro (Brazylia)        | 12 sierpnia 2016 |         |         |
| ER        | Rebecca Adlington    | 8:14,10 | Pekin (Chiny)                    | 16 sierpnia 2008 |         |         |
| RP        | Otylia Jędrzejczak   | 8:35,73 | Ostrowiec Świętokrzyski (Polska) | 17 maja 2008     |         |         |
| Mężczyźni |                      |         |                                  |                  |         |         |
| WR        | Zhang Lin            | 7:32,12 | Rzym (Włochy)                    | 29 lipca 2009    |         |         |
| ER        | Gregorio Paltrinieri | 7:39,27 | Gwangju (Korea Południowa)       | 24 lipca 2019    |         |         |
| RP        | Wojciech Wojdak      | 7:41,73 | Budapeszt (Węgry)                | 26 lipca 2017    |         |         |

## Rekordy Polski, Europy i świata (basen 25 m)
|           | Imię i nazwisko  | Czas    | Miejsce ustanowienia | Data             |         |         |
| Kobiety   | Kobiety          | Kobiety | Kobiety              | Kobiety          | Kobiety | Kobiety |
| --------- | ---------------- | ------- | -------------------- | ---------------- | ------- | ------- |
| WR        | Mireia Belmonte  | 7:59,34 | Berlin (Niemcy)      | 10 sierpnia 2013 |         |         |
| ER        | Mireia Belmonte  | 7:59,34 | Berlin (Niemcy)      | 10 sierpnia 2013 |         |         |
| RP        | Paulina Piechota | 8:18,62 | Olsztyn (Polska)     | 16 grudnia 2020  |         |         |
| Mężczyźni |                  |         |                      |                  |         |         |
| WR        | Daniel Wiffen    | 7:20,46 | Otopeni (Rumunia)    | 10 grudnia 2023  |         |         |
| ER        | Daniel Wiffen    | 7:20,46 | Otopeni (Rumunia)    | 10 grudnia 2023  |         |         |
| RP        | Wojciech Wojdak  | 7:33,60 | Lublin (Polska)      | 19 grudnia 2015  |         |         |